# Månegarm
Månegarm – szwedzki zespół muzyczny, wykonujący viking metal. Grupa powstała w 1995 roku pod nazwą Antikrist. Obecna nazwa pochodzi od Mánagarmra, wilka z mitologii nordyckiej.
Grupa często uczestniczy w festiwalach muzyki metalowej, takich jak np. niemiecki Ragnarök Festival w Lichtenfels.
W styczniu 2007 zespół wystąpił w USA na festiwalu Heathen Crusade II.

## Muzycy

### Obecny skład zespołu
- Erik Grawsiö – śpiew, perkusja (od 1996), gitara basowa (od 2010)
- Markus Andé – gitara (od 1996)
- Jonas Almquist – gitara (od 1995)
- Jacob Hallegren – perkusja (od 2011)

### Byli członkowie zespołu
- Pierre Wilhelmsson – gitara basowa (1995–2010)
- Svenne Rosendal – śpiew (1995–1996)
- Jonny Wranning – śpiew (1996–1997)
- Viktor Hemgren – śpiew (1997–1999)
- Mårten Matsson – gitara (1995–1996), śpiew (1996)
- Janne Liljeqvist – skrzypce (1998-2012)

## Dyskografia

### Albumy studyjne
- Nordstjärnans tidsålder (1998, Displeased Records)
- Havets vargar (2000, Displeased Records)
- Dödsfärd (2003, Displeased Records)
- Vredens tid (2005, Displeased Records)
- Vargstenen (2007, Black Lodge Records)
- Nattväsen (2009, Regain Records)
- Legions of the North (2013, Napalm Records)
- Månegarm (2015, Napalm Records)

### Minialbumy
- Urminnes hävd – The Forest Sessions (2006, Displeased Records)

### Dema
- Vargaresa (1996, wydanie własne)
- Ur nattvindar (1997, wydanie własne)

### Kompliacje
- Vargaresa – The Beginning (2004, Displeased Records)